# ライヒェンバッハ (オーバーフランケン)
ライヒェンバッハ (ドイツ語: Reichenbach) は、ドイツ、バイエルン州、オーバーフランケン行政管区のクローナハ郡に属する町村（以下、本項では便宜上「町」と記述する）で、トイシュニッツ行政共同体のメンバーである。

## 地理

### 位置
ライヒェンバッハは、クローナハ郡北部、フランケンヴァルト自然公園内に位置する。

## 歴史
ライヒェンバッハは1190年に初めて史料に登場する。

## 行政

### 議会
ライヒェンバッハの議会は、兼任の首長を含め9議席である

### 紋章
紋章の図柄：青地。下部を銀色の波状分割線が横切っている。金色の採鉱ハンマーと金色のスレート加工用ハンマーを斜め十字状に配置し、その背後に左向きの金の司教杖。

## 引用
1. ↑  https://www.statistikdaten.bayern.de/genesis/online?operation=result&code=12411-003r&leerzeilen=false&language=de Genesis-Online-Datenbank des Bayerischen Landesamtes für Statistik Tabelle 12411-003r Fortschreibung des Bevölkerungsstandes: Gemeinden, Stichtag (Einwohnerzahlen auf Grundlage des Zensus 2011)